# Стара Субоцка
Стара Субоцка је насељено место у саставу града Новске, у западној Славонији, Република Хрватска.

## Становништво
На попису становништва 2011. године, Стара Субоцка је имала 502 становника.

## Попис1991.
На попису становништва 1991. године, насељено место Стара Субоцка је имало 523 становника, следећег националног састава:
| Попис 1991.‍  | Попис 1991.‍  | Попис 1991.‍ | Попис 1991.‍ | Попис 1991.‍ |
| ------------ | ------------ | ----------- | ----------- | ----------- |
|              |              |             |             |             |
| Хрвати       | Хрвати       |             | 502         | 95,98%      |
| Срби         | Срби         |             | 9           | 1,72%       |
| Словенци     | Словенци     |             | 2           | 0,38%       |
| Украјинци    | Украјинци    |             | 2           | 0,38%       |
| Муслимани    | Муслимани    |             | 1           | 0,19%       |
| неопредељени | неопредељени |             | 3           | 0,57%       |
| непознато    | непознато    |             | 4           | 0,76%       |
| укупно: 523  |              |             |             |             |